# Ranwers
Ranwers (w polskim nazewnictwie przewrót) – figura średniego pilotażu, polegająca na szybkiej zmianie kierunku lotu. Samolot gwałtownie wznosi się ku górze i na określonej wysokości wykonuje zakręt o 180° połączony ze ślizgiem na skrzydło i przechodzi do lotu stromego w kierunku przeciwnym do poprzedniego.
Wprowadzenie do zawrotu następuje poprzez ściągnięcie drążka sterowego na siebie, ustaleniu stromego wznoszenia (analogicznie do świecy). Po utracie prędkości, ale przed utratą sterowności kierunkowej pilot poprzez energiczne wdepnięcie steru kierunku wykonuje przewrót przez skrzydło wychodząc na kierunek lotu przeciwny do kierunku wprowadzenia. Przed wprowadzeniem zaleca się lekkie zaakcentowanie kierunku przewrotu lekkim i szybkim drgnięciem lotkami (drążkiem) w kierunku planowanego przewrotu. W szybkich samolotach i szybowcach (np. SZD-50 Puchacz) akcentowania się nie wykonuje, gdyż maszyna szybka i zwrotna, nawet po tak małym ruchu wykona obrót, co w efekcie popsuje nam wykonywany ranwers.
Ranwers może być też wykonywany ze wzniosem przynajmniej 80° kątem wznoszenia.